# Rane Jonsen
Rane Jonsen (født 1254, død 1294) var en dansk adelsmand. Han var søn af Jon Ranisen Rani og Elisabeth Nielsdatter. Han fik børnene Niels og Johannes Rani med en ukendt kvinde.
Han var beslægtet med Hvideslægten og ejede jord på Sjælland, især på Stevns, hvor han sandsynligvis besad godset Gjorslev. Han var væbner og kammermester hos Erik 5. Klipping og var sammen med kongen i Finderup Lade den skæbnesvangre nat i november 1286, hvor kongen blev myrdet af ukendte mænd. 
Folkeviserne udnævner Rane Jonsen til at være forræder mod kongen, han "værged sin herre som en skalk", og på Danehoffet i Nyborg blev han 1287 dømt fredløs som forræder. Han flygtede til Norge og var i de følgende år med til hærgningstogter mod Danmark. I 1294 blev han fanget, henrettet og lagt på stejle ved Roskilde.
Han skulle ifølge lokale sagn været begravet (uden sit hoved) i Ranes Banke.